# Flet hańby

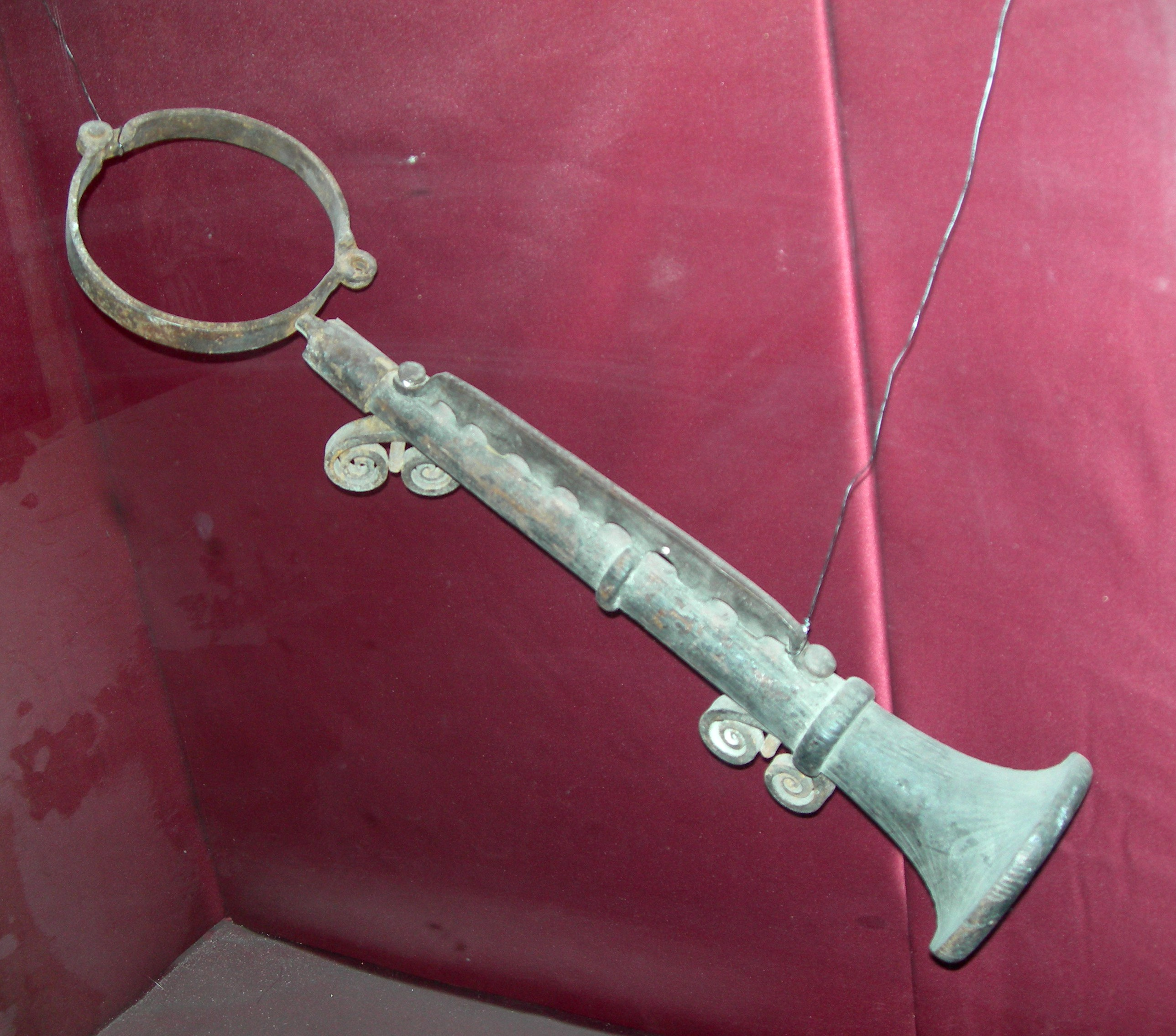
Flet hańby wystawiony w Muzeum Tortur w Amsterdamie.

Flet hańby – narzędzie pochodzenia holenderskiego, służące do wykonywania kary na honorze. Wykonywane było z żelaza, zaś wyglądem przypominało flet prosty. Obręcz (podobną do kuny) kończącą flet od strony ustnika zakładano karanemu na szyję i zamykano, zaś palce rąk zamykano w specjalnie do tego przystosowanych uchwytach, zamontowanych wzdłuż fletu (skazany przypominał osobę grającą na instrumencie). Sposobem tym karano fałszywych muzykantów oraz osoby źle zachowujące się w kościele. Czas kary uzależniony był od rodzaju oraz wagi popełnionego przestępstwa.